# Lachapelle-sous-Gerberoy
Pour les articles homonymes, voir Gerberoy (homonymie).
Lachapelle-sous-Gerberoy est une commune française située dans le département de l'Oise en région Hauts-de-France.

## Géographie

### Description
Lachapelle-sous-Gerberoy est un village picard du Beauvaisis, dans la vallée du Thérain jouxtant Songeons et situé à 8 km à vol d'oiseau au sud-ouest de Marseille-en-Beauvaisis, 20 km au nord-ouest de Beauvais, 12 km au nord-est de Gournay-en-Bray, 25 km au sud-est de Forges-les-Eaux et 15 km au sud-ouest de Grandvilliers.
Louis Graves indiquait en 1836 que son « territoire s'étend sur les deux côtés de la rivière du Thérain, et son ensemble présente une surface dont la dimension du nord au midi est quadruple de celle qui est parallèle à la vallée: Le chef-lieu est sur la rive droite de la rivière ».

### Communes limitrophes

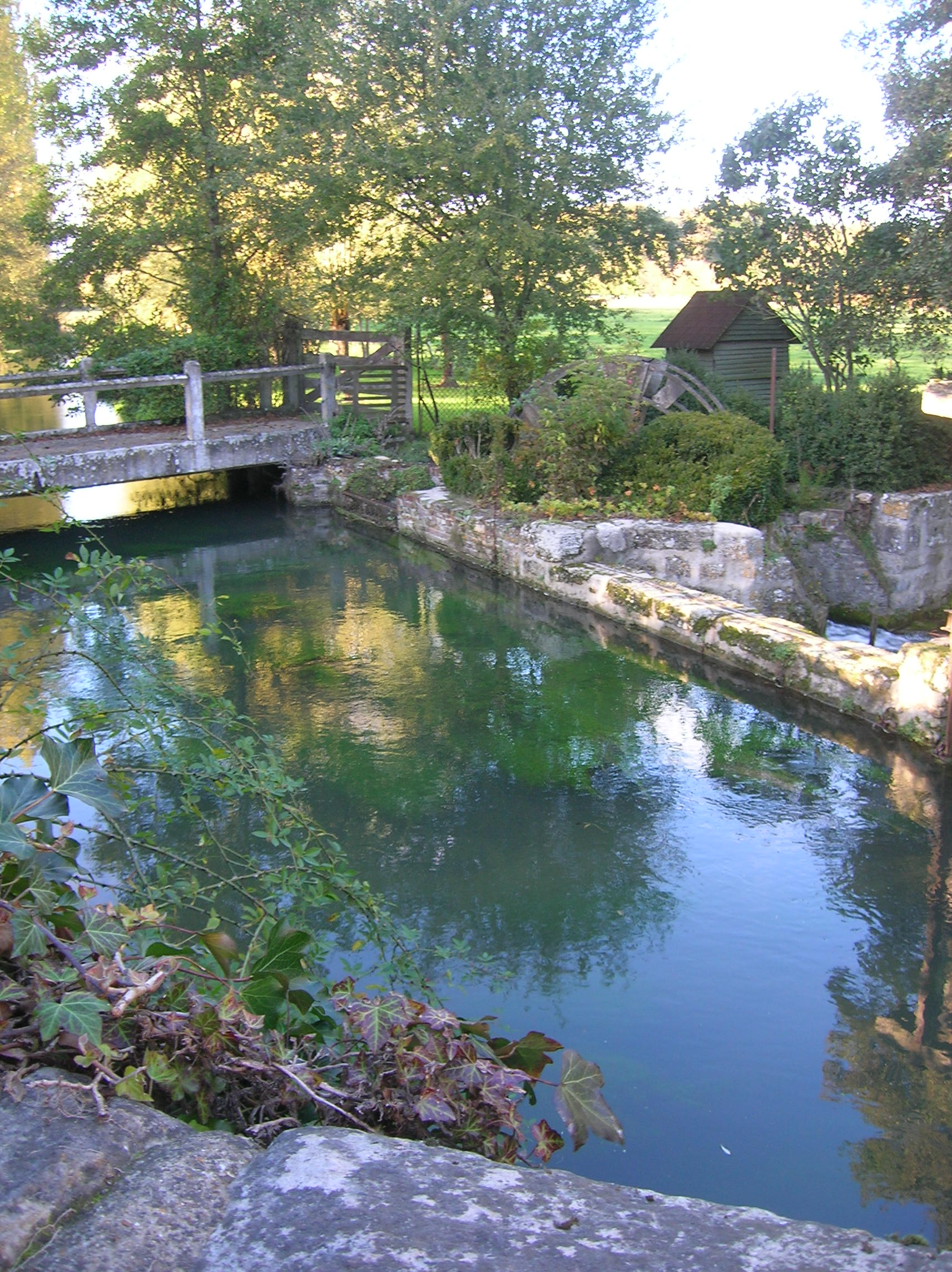
Le Thérain.

Les communes limitrophes sont Gerberoy, Grémévillers, Hanvoile, Songeons, Vrocourt et Wambez.
| Songeons |                          | Grémévillers |
| Gerberoy | Lachapelle-sous-Gerberoy | Vrocourt     |
| Wambez   | Hanvoile                 |              |

### Hydrographie

#### Réseau hydrographique
La commune est située dans le bassin Seine-Normandie. Elle est drainée par le Thérain, le ruisseau de Wambez et le Tahier,,.
Le Thérain, d'une longueur de 94 km, prend sa source dans la commune de Gaillefontaine et se jette  dans l'Oise à Saint-Leu-d'Esserent, après avoir traversé 43 communes.

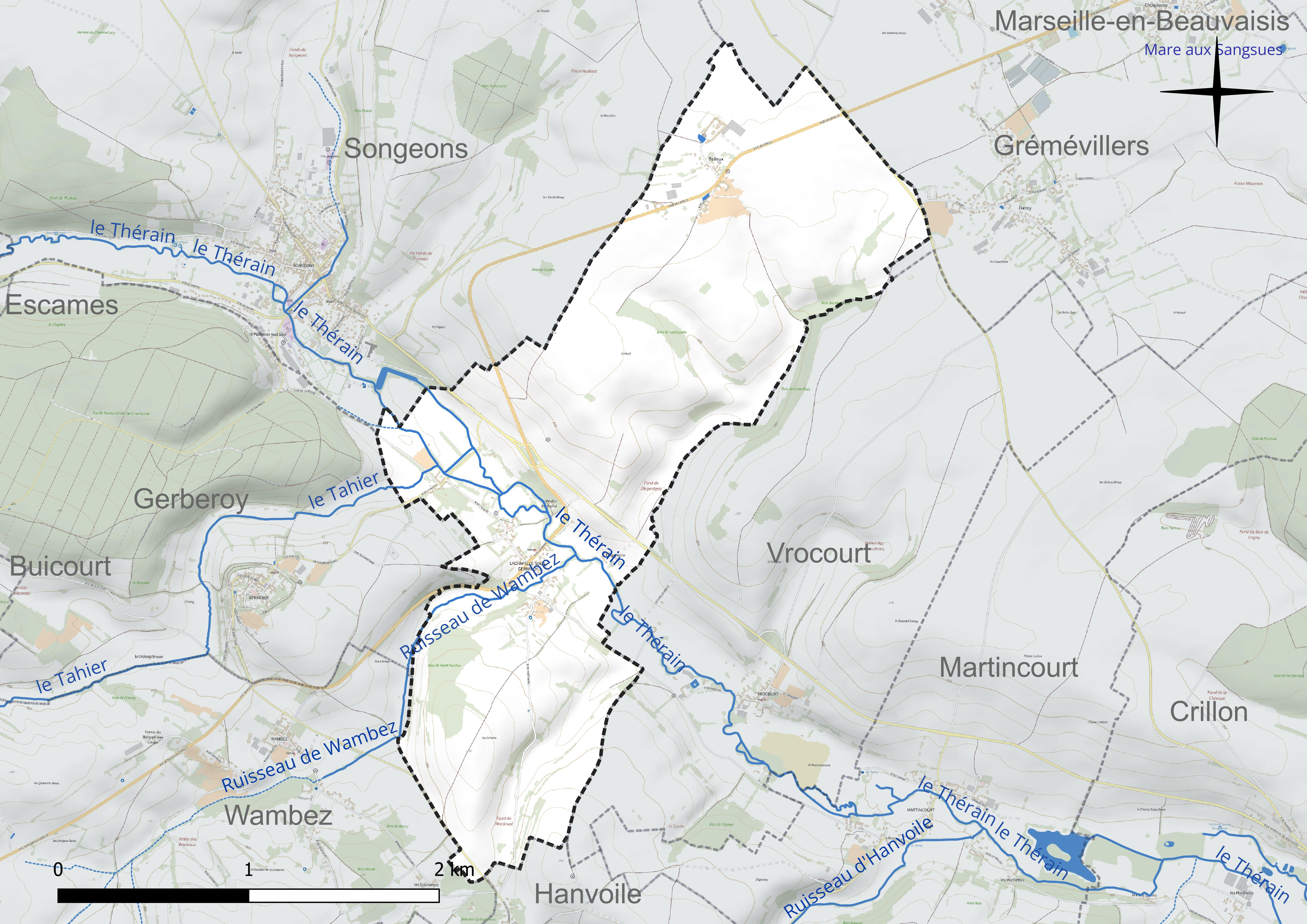
Réseau hydrographique de Lachapelle-sous-Gerberoy.

#### Gestion et qualité des eaux
Le territoire communal est couvert par le schéma d'aménagement et de gestion des eaux (SAGE) « Sensée ». Ce document de planification concerne un territoire de 1 219 km2 de superficie, délimité par le bassin versant du Thérain. Le périmètre a été arrêté le 27 janvier 2023 et le SAGE proprement dit est, en 2024, en cours d'élaboration. La structure porteuse de l'élaboration et de la mise en œuvre est le syndicat intercommunal de la Vallée du Thérain (SIVT).
La qualité des cours d'eau peut être consultée sur un site dédié géré par les agences de l'eau et l'Agence française pour la biodiversité.

### Climat
Pour des articles plus généraux, voir Climat des Hauts-de-France et Climat de l'Oise.
En 2010, le climat de la commune est de type climat océanique dégradé des plaines du Centre et du Nord, selon une étude du CNRS s'appuyant sur une série de données couvrant la période 1971-2000. En 2020, Météo-France publie une typologie des climats de la France métropolitaine dans laquelle la commune est exposée à un climat océanique et est dans une zone de transition entre les régions climatiques « Nord-est du bassin Parisien » et « Côtes de la Manche orientale ».
Pour la période 1971-2000, la température annuelle moyenne est de 10,3 °C, avec une amplitude thermique annuelle de 14,3 °C. Le cumul annuel moyen de précipitations est de 784 mm, avec 12,1 jours de précipitations en janvier et 8,6 jours en juillet. Pour la période 1991-2020, la température moyenne annuelle observée sur la station météorologique la plus proche, située sur la commune de Saint-Arnoult à 11 km à vol d'oiseau, est de 10,4 °C et le cumul annuel moyen de précipitations est de 797,2 mm,. Pour l'avenir, les paramètres climatiques de la commune estimés pour 2050 selon différents scénarios d'émission de gaz à effet de serre sont consultables sur un site dédié publié par Météo-France en novembre 2022.

## Urbanisme

### Typologie
Au 1er janvier 2024, Lachapelle-sous-Gerberoy est catégorisée commune rurale à habitat dispersé, selon la nouvelle grille communale de densité à sept niveaux définie par l'Insee en 2022.
Elle est située hors unité urbaine. Par ailleurs la commune fait partie de l'aire d'attraction de Beauvais, dont elle est une commune de la couronne,. Cette aire, qui regroupe 162 communes, est catégorisée dans les aires de 50 000 à moins de 200 000 habitants,.

### Occupation des sols

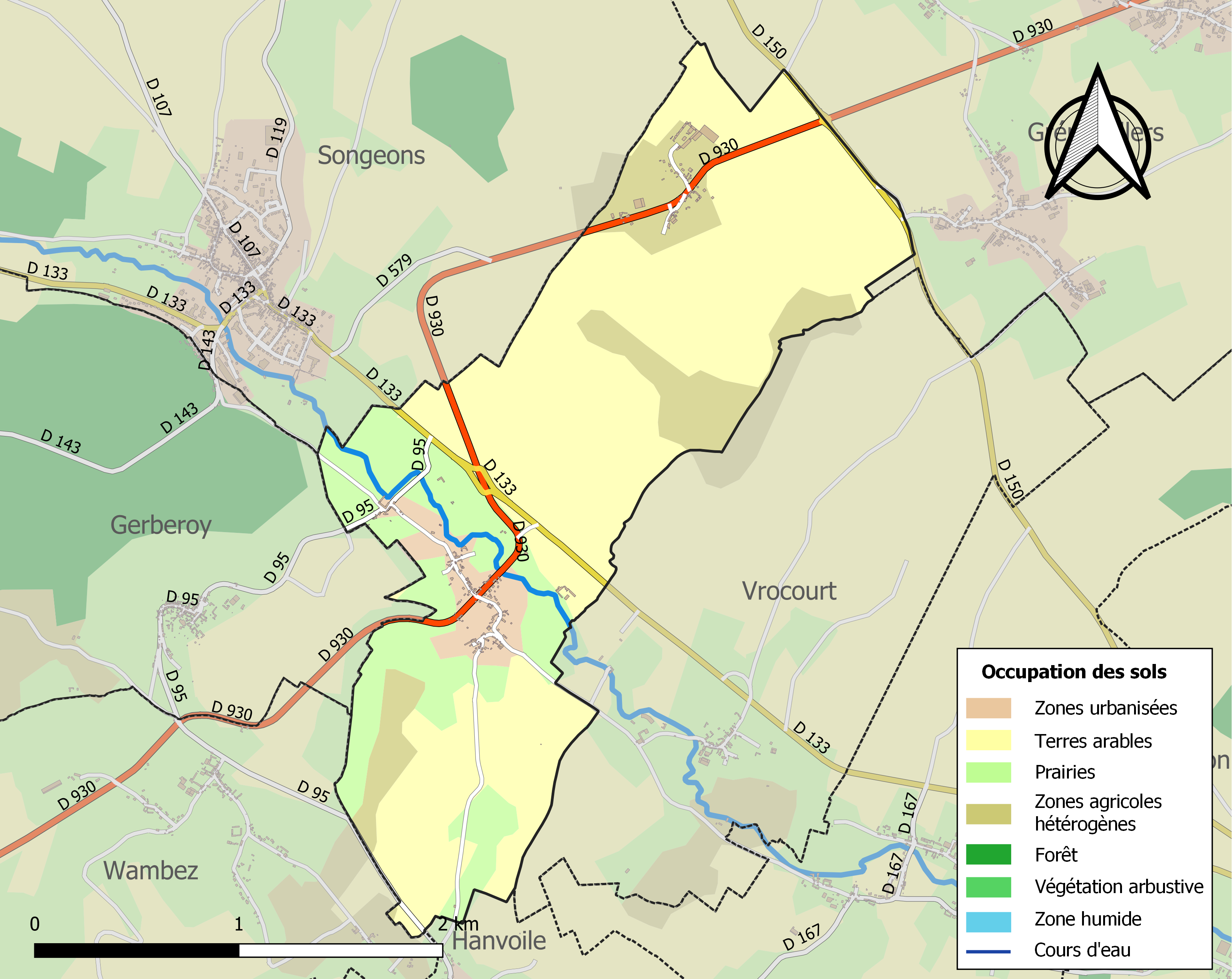
Carte des infrastructures et de l'occupation des sols de la commune en 2018 (CLC).

L'occupation des sols de la commune, telle qu'elle ressort de la base de données européenne d'occupation biophysique des sols Corine Land Cover (CLC), est marquée par l'importance des territoires agricoles (95 % en 2018), une proportion identique à celle de 1990 (95 %). La répartition détaillée en 2018 est la suivante : 
terres arables (62,5 %), prairies (19,1 %), zones agricoles hétérogènes (13,4 %), zones urbanisées (5 %). L'évolution de l'occupation des sols de la commune et de ses infrastructures peut être observée sur les différentes représentations cartographiques du territoire : la carte de Cassini (XVIIIe siècle), la carte d'état-major (1820-1866) et les cartes ou photos aériennes de l'IGN pour la période actuelle (1950 à aujourd'hui).

### Habitat et logement
En 2020, le nombre total de logements dans la commune était de 75, alors qu'il était de 72 en 2015 et de 76 en 2010.
Parmi ces logements, 82,7 % étaient des résidences principales, 9,3 % des résidences secondaires et 8 % des logements vacants. Ces logements étaient pour 100 % d'entre eux des maisons individuelles et pour 0 % des appartements.
Le tableau ci-dessous présente la typologie des logements à Lachapelle-sous-Gerberoy en 2020 en comparaison avec celle de l'Oise et de la France entière. Une caractéristique marquante du parc de logements est ainsi une proportion de résidences secondaires et logements occasionnels (9,3 %) supérieure à celle du département (2,4 %) et comparable à celle de la France entière (9,7 %). Concernant le statut d'occupation de ces logements, 95,2 % des habitants de la commune sont propriétaires de leur logement (93,8 % en 2015), contre 61,4 % pour l'Oise et 57,5 pour la France entière.
| Typologie                                               | Lachapelle-sous-Gerberoy | Oise | France entière |
| ------------------------------------------------------- | ------------------------ | ---- | -------------- |
| Résidences principales (en %)                           | 82,7                     | 90,5 | 82,1           |
| Résidences secondaires et logements occasionnels (en %) | 9,3                      | 2,4  | 9,7            |
| Logements vacants (en %)                                | 8                        | 7,1  | 8,2            |

### Voies de communication et transports
Le village est desservi par l'ancienne route nationale 30, actuelle RD 930.
La commune est desservie, en 2023, par les lignes 612, 6103 et 6104 du réseau interurbain de l'Oise.

### Énergie
La société « Vent Collectif »  envisage en 2020 l'installation de quatre ou cinq éoliennes sur le plateau entre le centre du village et le hameau de Balleux. Consulté par la municipalité, les habitants rejettent  à 81 % le projet lors d'un scrutin informel.

## Toponymie
Le nom de la localité est attesté sous les formes Capella (1131) ; de capella (1163) ; Johannes de capella (1241) ; la chapelle soubz Gerberoy (1454) ; Capella subtus Gerboredum (XVe) ; la Chapelle soubz Gerberoy (1557) ; la Chappelle de sainct Pierre de Gerberoy (1557) ; la Chapelle sous Garberoy (1572) ; la Chapelle sous Gerbray (1631) ; la Chapelle s. Gerb (1667) ; la Chapelle sous Gerbe la Montagne (1794) ; la Chapelle sous Thérain (1794) ; la Chapelle sur Thérain (1794) ; la Chapelle-sous-Gerberoy (1840).
Lachapelle est à l'est de Gerberoy.

## Histoire

### Ancien Régime
Lachapelle-sous-Gerberoy faisait partie du vidamé de Gerberoy, qui prélevait un droit de péage pour le passage sur le pont du Thérain, qui était pendant longtemps le premier en partant de sa source. L'église était la propriété du chapitre de Gerberoy, qui y venait en procession le pour de saint Maur.

### Époque contemporaine
En 1836, on compte dans la commune deux moulins à eau, et la population était composée d'agriculteurs ou de maçons.
La commune est desservie de 1894 à 1935 par le chemin de fer de Milly-sur-Thérain à Formerie, une ligne de chemin de fer secondaire à voie métrique du réseau des chemins de fer départementaux de l'Oise exploitée pour le compte du département par la compagnie des Chemins de fer de Milly à Formerie et de Noyon à Guiscard et à Lassigny, puis, à compter de 1920, par la compagnie générale de voies ferrées d'intérêt local.

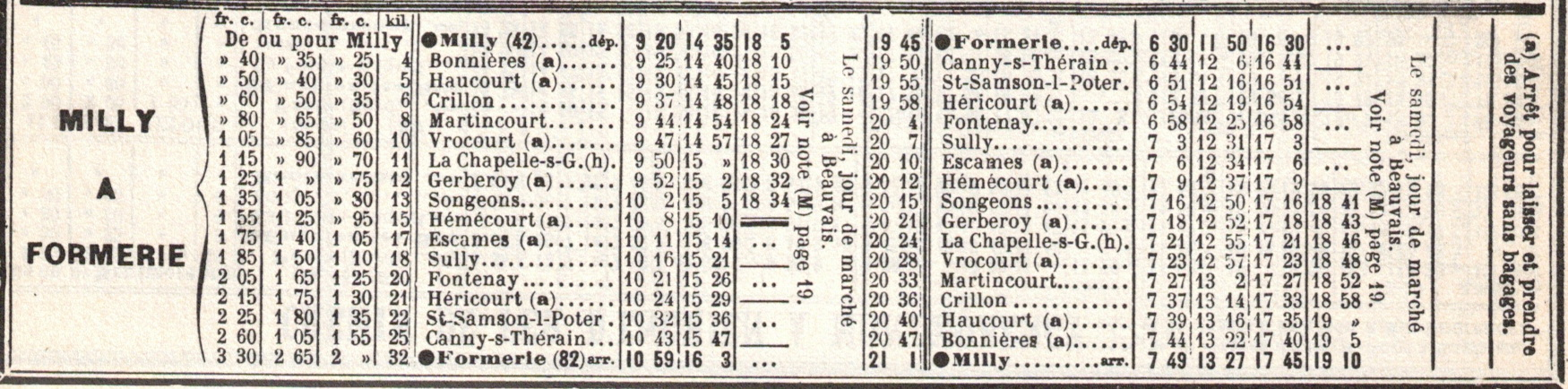
Horaires de la ligne en mai 1914.

## Politique et administration

### Rattachements administratifs et électoraux

#### Rattachements administratifs
La commune se trouve dans l'arrondissement de Beauvais du département de l'Oise.
Elle faisait partie depuis 1802 du canton de Songeons. Dans le cadre du redécoupage cantonal de 2014 en France, cette circonscription administrative territoriale a disparu, et le canton n'est plus qu'une circonscription électorale.

#### Rattachements électoraux
Pour les élections départementales, la commune fait partie depuis 2014 du canton de Grandvilliers
Pour l'élection des députés, elle fait partie de la deuxième circonscription de l'Oise.

### Intercommunalité
Lachapelle-sous-Gerberoy est membre de la communauté de communes de la Picardie verte, un établissement public de coopération intercommunale (EPCI) à fiscalité propre créé fin 1996 et auquel la commune a transféré un certain nombre de ses compétences, dans les conditions déterminées par le code général des collectivités territoriales.

### Liste des maires
| Période                                  | Période                   | Identité             | Étiquette    | Qualité                                                                 |
| ---------------------------------------- | ------------------------- | -------------------- | ------------ | ----------------------------------------------------------------------- |
| Les données manquantes sont à compléter. |                           |                      |              |                                                                         |
|                                          |                           |                      |              |                                                                         |
| 1959                                     | 1974                      | Marc Toutain         | SFIO puis PS | Vétérinaire Conseiller général de Songeons (1945 → 1949 et 1955 → 1973) |
| 1974                                     |                           | Jean-Claude Léger    |              |                                                                         |
|                                          |                           |                      |              |                                                                         |
| mars 1989                                | juin 1995                 | Jean-Claude Legendre |              |                                                                         |
|                                          |                           |                      |              |                                                                         |
| mars 2001                                | mai 2020                  | Gaëtane Coussement   |              |                                                                         |
| mai 2020,                                | En cours (au 9 juin 2023) | Bruno Ronseaux       |              | Professeur d'éducation physique et sportive                             |

## Population et société

### Démographie

#### Évolution démographique
L'évolution du nombre d'habitants est connue à travers les recensements de la population effectués dans la commune depuis 1793. Pour les communes de moins de 10 000 habitants, une enquête de recensement portant sur toute la population est réalisée tous les cinq ans, les populations de référence des années intermédiaires étant quant à elles estimées par interpolation ou extrapolation. Pour la commune, le premier recensement exhaustif entrant dans le cadre du nouveau dispositif a été réalisé en 2007.

En 2022, la commune comptait 159 habitants, en évolution de +7,43 % par rapport à 2016 (Oise : +0,87 %, France hors Mayotte : +2,11 %).
| 1793 | 1800 | 1806 | 1821 | 1831 | 1836 | 1841 | 1846 | 1851 |
| ---- | ---- | ---- | ---- | ---- | ---- | ---- | ---- | ---- |
| 258  | 254  | 274  | 261  | 243  | 226  | 237  | 240  | 252  |

| 1856 | 1861 | 1866 | 1872 | 1876 | 1881 | 1886 | 1891 | 1896 |
| ---- | ---- | ---- | ---- | ---- | ---- | ---- | ---- | ---- |
| 239  | 224  | 224  | 217  | 207  | 210  | 210  | 210  | 223  |

| 1901 | 1906 | 1911 | 1921 | 1926 | 1931 | 1936 | 1946 | 1954 |
| ---- | ---- | ---- | ---- | ---- | ---- | ---- | ---- | ---- |
| 177  | 164  | 158  | 107  | 112  | 139  | 131  | 117  | 158  |

| 1962 | 1968 | 1975 | 1982 | 1990 | 1999 | 2006 | 2007 | 2012 |
| ---- | ---- | ---- | ---- | ---- | ---- | ---- | ---- | ---- |
| 133  | 142  | 119  | 112  | 134  | 141  | 159  | 162  | 152  |

| 2017 | 2022 | - | - | - | - | - | - | - |
| ---- | ---- | - | - | - | - | - | - | - |
| 148  | 159  | - | - | - | - | - | - | - |

#### Pyramide des âges
La population de la commune est relativement jeune.
En 2018, le taux de personnes d'un âge inférieur à 30 ans s'élève à 32,4 %, soit en dessous de la moyenne départementale (37,3 %). À l'inverse, le taux de personnes d'âge supérieur à 60 ans est de 29,1 % la même année, alors qu'il est de 22,8 % au niveau départemental.
En 2018, la commune comptait 65 hommes pour 83 femmes, soit un taux de 56,08 % de femmes, largement supérieur au taux départemental (51,11 %).
Les pyramides des âges de la commune et du département s'établissent comme suit.
| Hommes | Classe d’âge | Femmes |
| ------ | ------------ | ------ |
| 1,5    | 90 ou +      | 0,0    |
| 3,1    | 75-89 ans    | 7,2    |
| 30,8   | 60-74 ans    | 16,9   |
| 23,1   | 45-59 ans    | 21,7   |
| 13,8   | 30-44 ans    | 18,1   |
| 13,8   | 15-29 ans    | 8,4    |
| 13,8   | 0-14 ans     | 27,7   |

| Hommes | Classe d’âge | Femmes |
| ------ | ------------ | ------ |
| 0,5    | 90 ou +      | 1,4    |
| 5,5    | 75-89 ans    | 7,6    |
| 15,6   | 60-74 ans    | 16,3   |
| 20,8   | 45-59 ans    | 20     |
| 19,4   | 30-44 ans    | 19,4   |
| 17,6   | 15-29 ans    | 16,2   |
| 20,6   | 0-14 ans     | 19,1   |

## Culture et patrimoine

### Lieux et monuments
- L'église Notre-Dame, inscrite monument historique en 2011,  comprend des parties de la nef initiale du XIe siècle, un chœur refait dans ses parties supérieures au XIIe siècle, ainsi qu'une petite chapelle au nord. Le clocher est refait au XIVe siècle, ainsi que sa base avec la construction de quatre arcades au tracé très aigu et d'une voûte d'ogives aux détails soignés[34]

Elle renferme d'importantes peintures murales du XIVe siècle consacrées à l'Annonciation, à la légende de Saint Eustache et réalisées sur un badigeon de chaux, lui-même posé sur un enduit composé de sable, de chaux et d'argile (environ par tiers). Le fond est de couleur crème, les pigments proviennent des terres dans plusieurs nuances d'ocre jaune et d'ocre rouge.
Seule l'église de Ponchon dispose également de peintures murales médiévales dans l'Oise,.
L'église est inutilisée depuis les années 2010 et les cultes ont lieu à Songeons.

L'église Notre-Dame
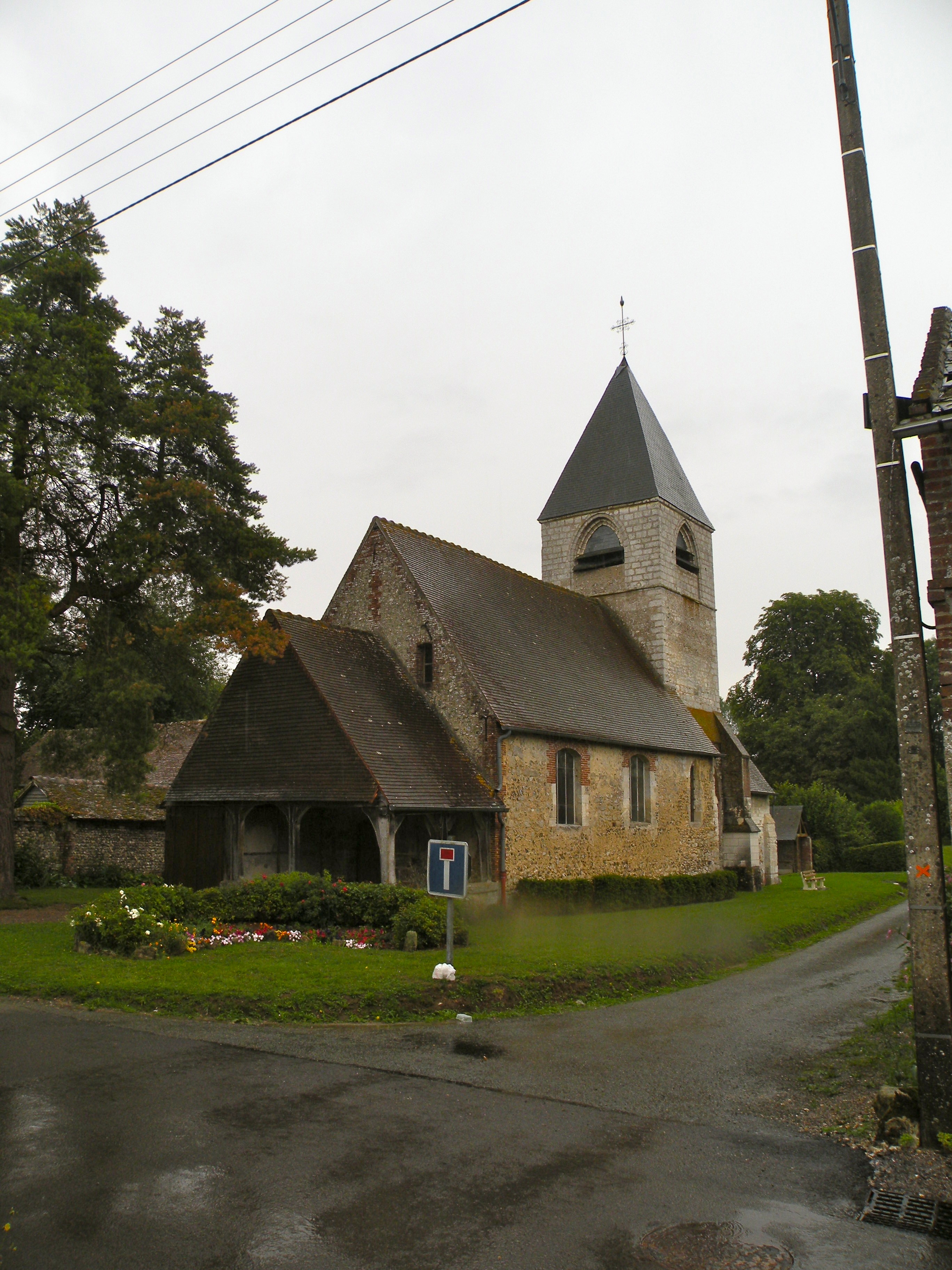
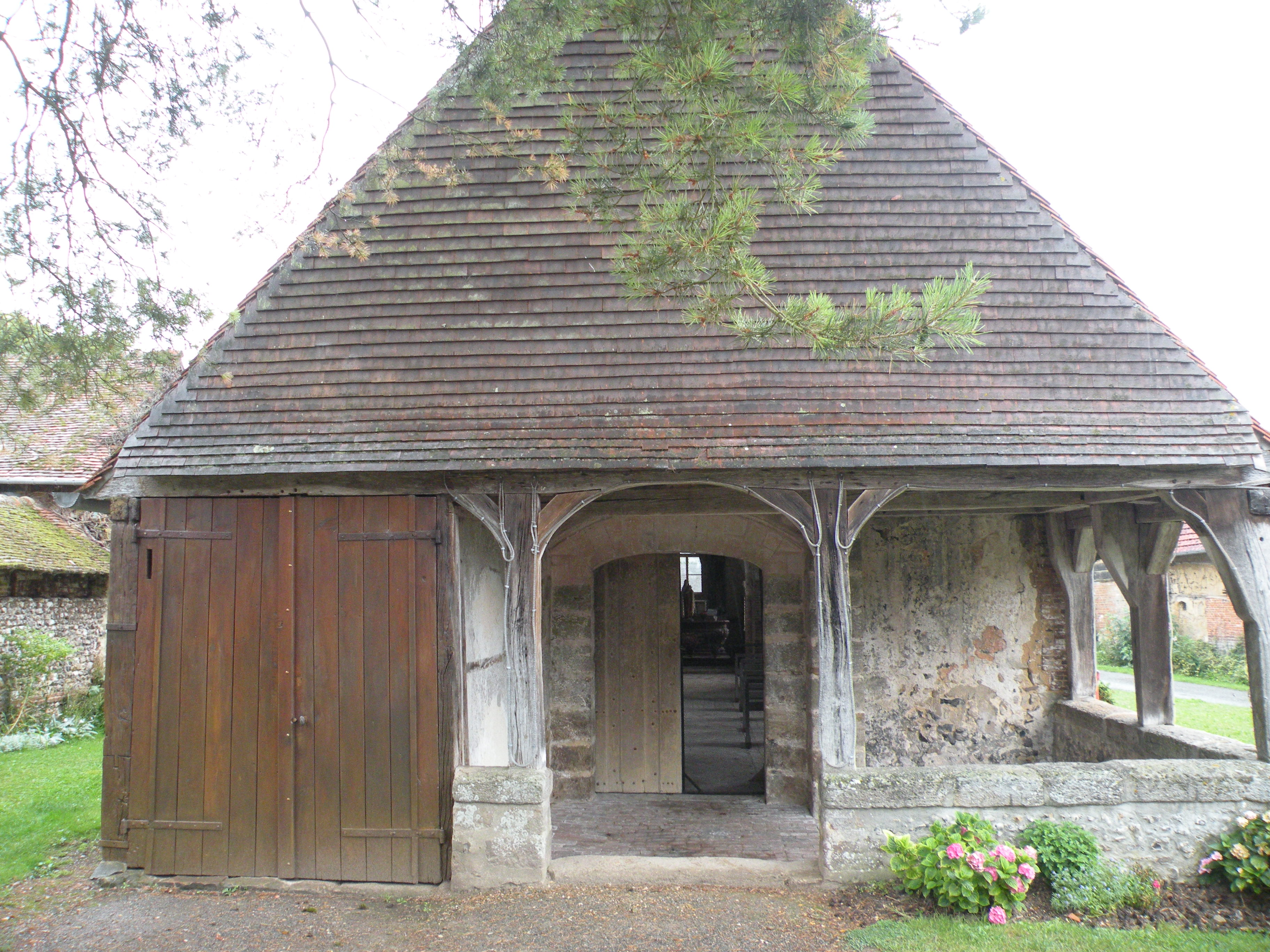
Porche.
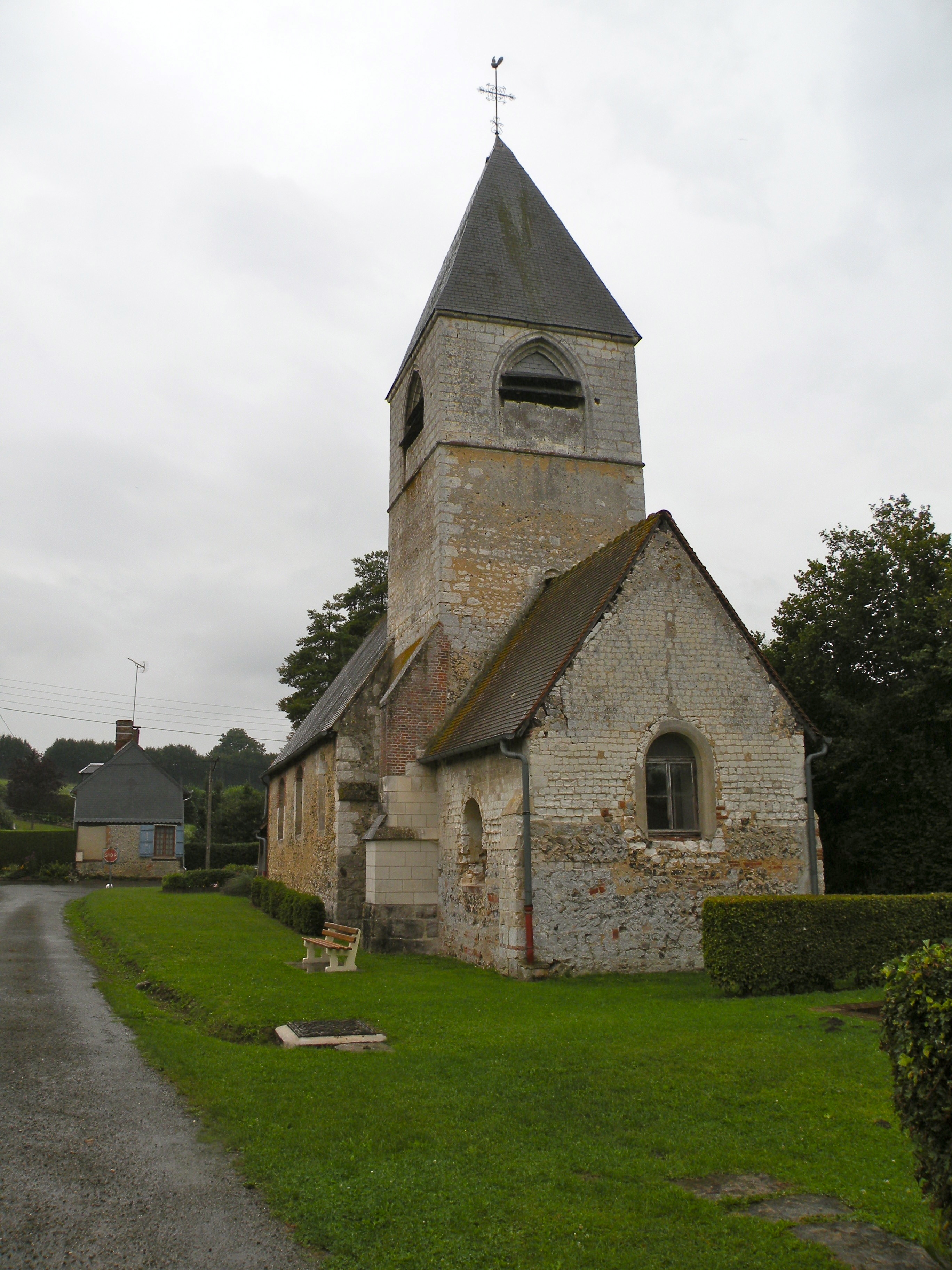
Chevet.
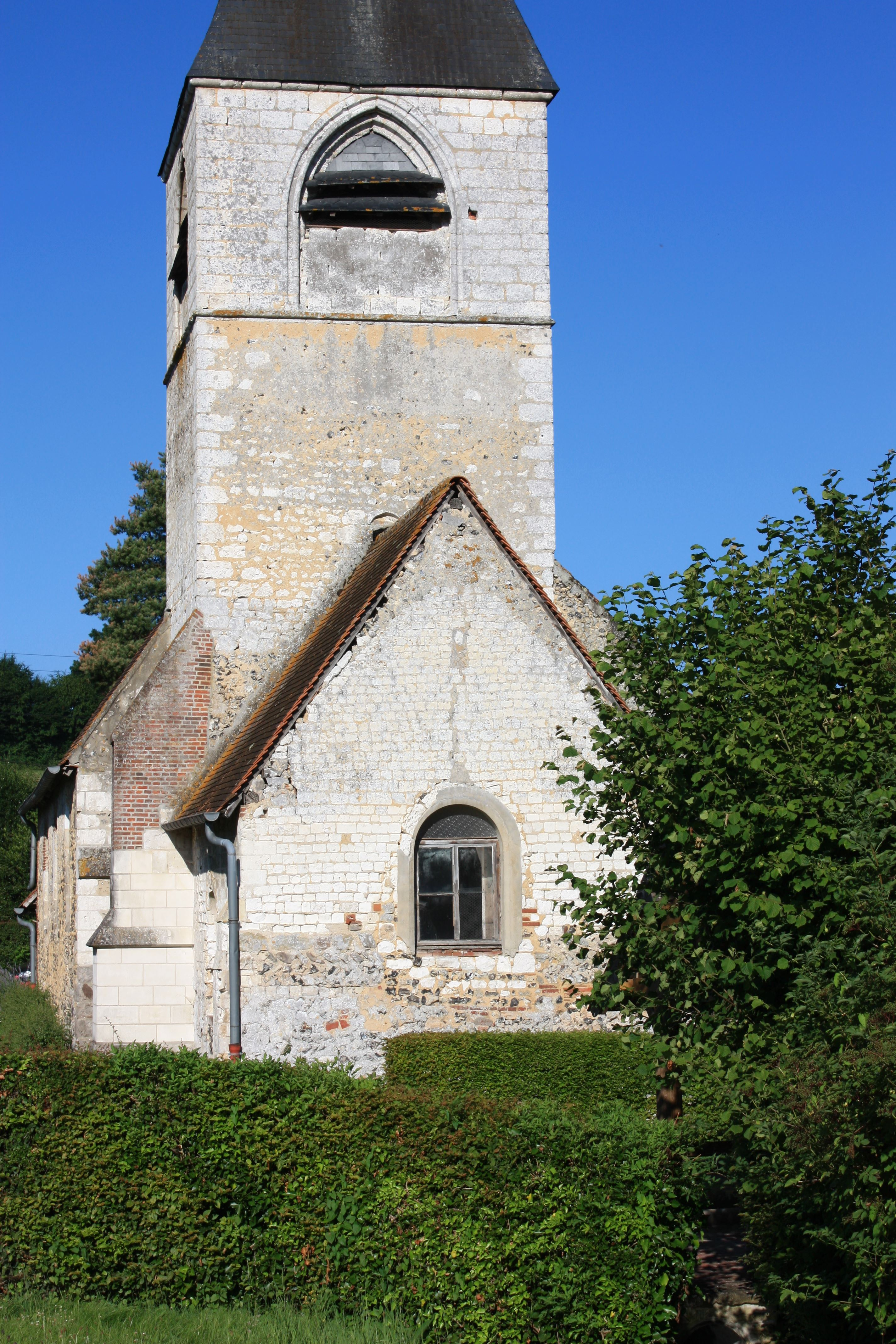
Clocher.
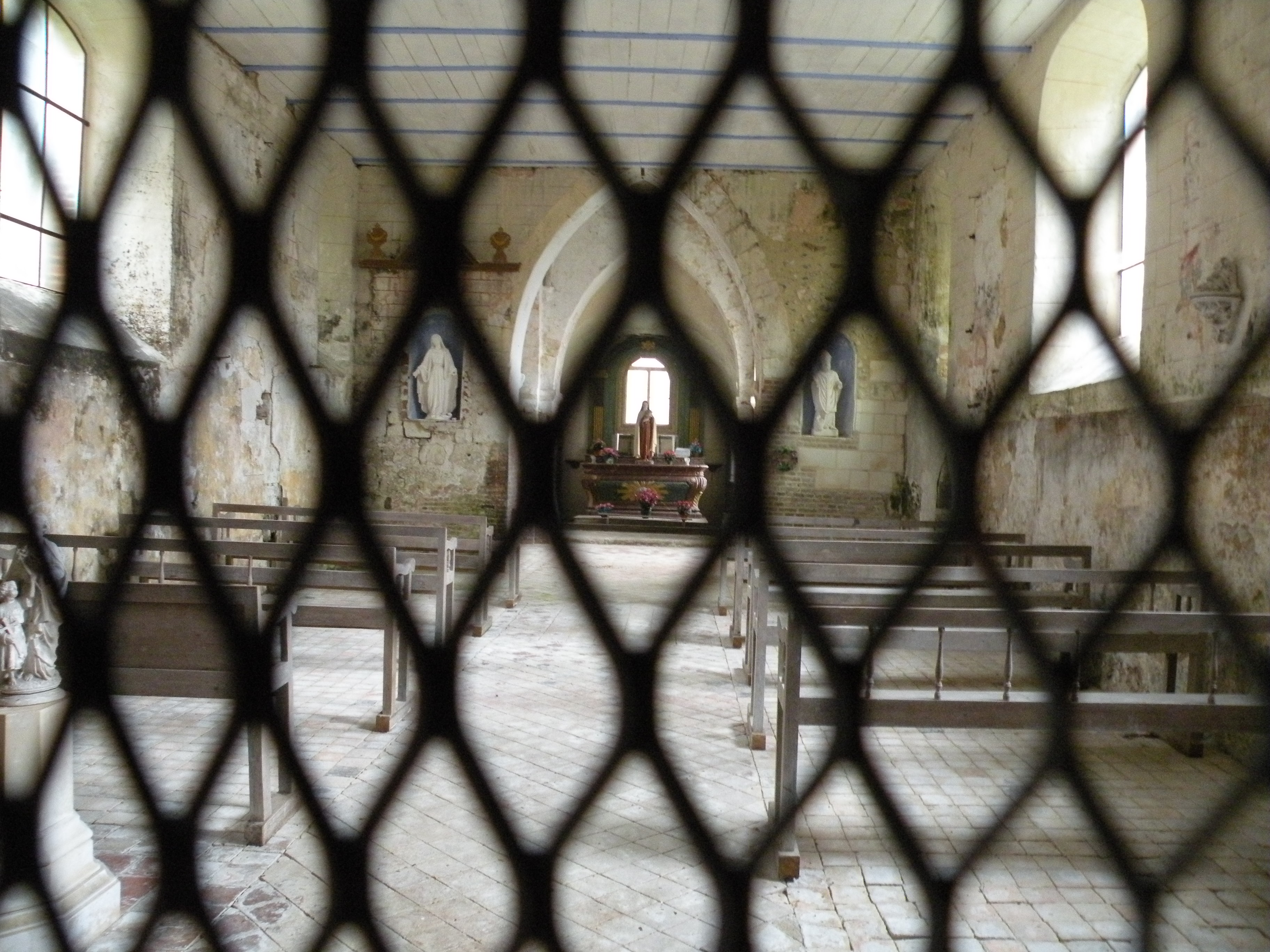
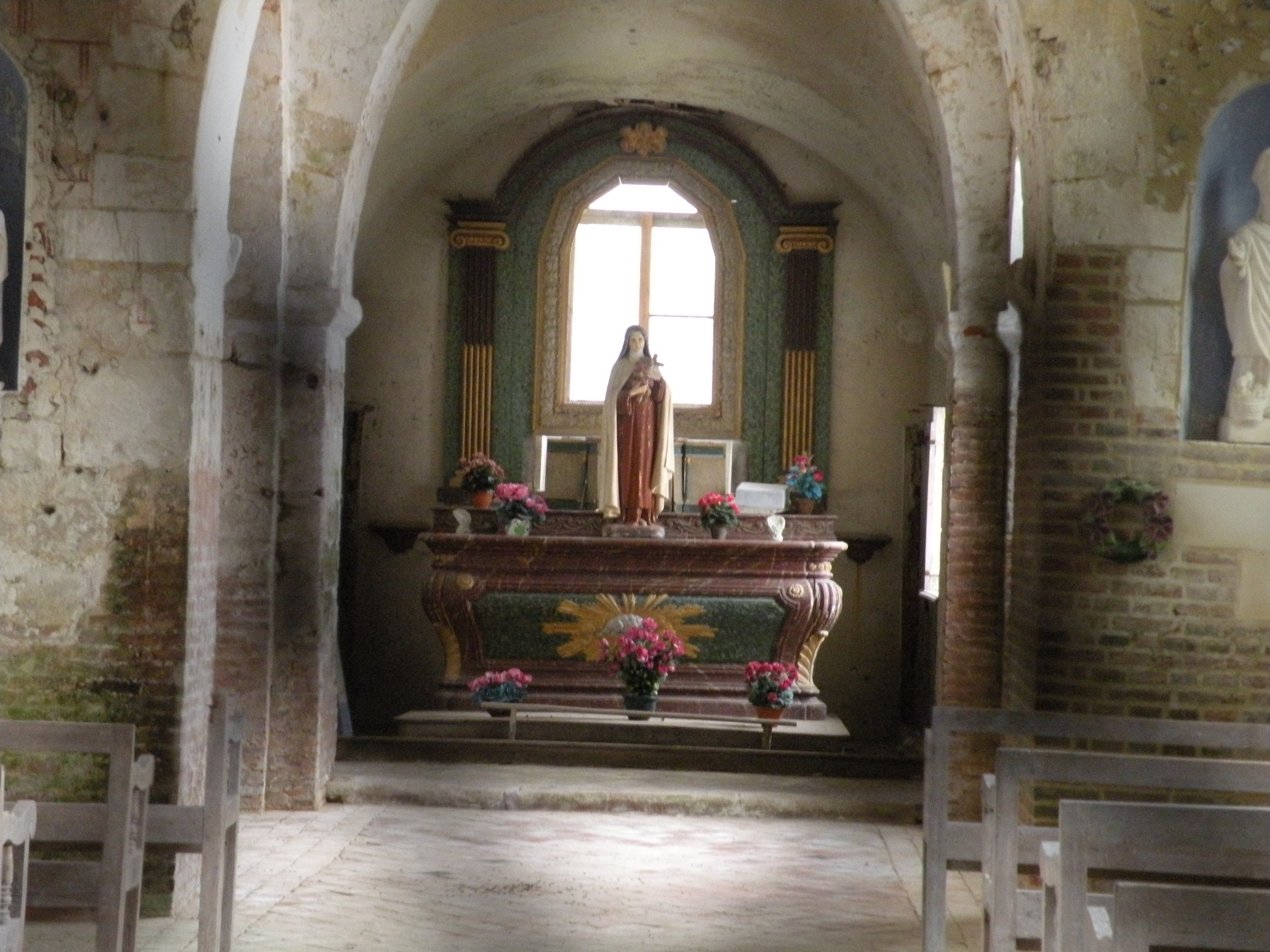

- Ancien moulin de Gerberoy[37].

- Tilleul, planté dans la cour de la mairie en 1789 pour le bi-centenaire de la Révolution française[24].
- Un chemin de randonnées dénommé « Balade d'Histoire en histoire » permet de découvrir douze monuments répartis entre Songeons, La Chapelle-sous-Gerberoy et Gerberoy[38].

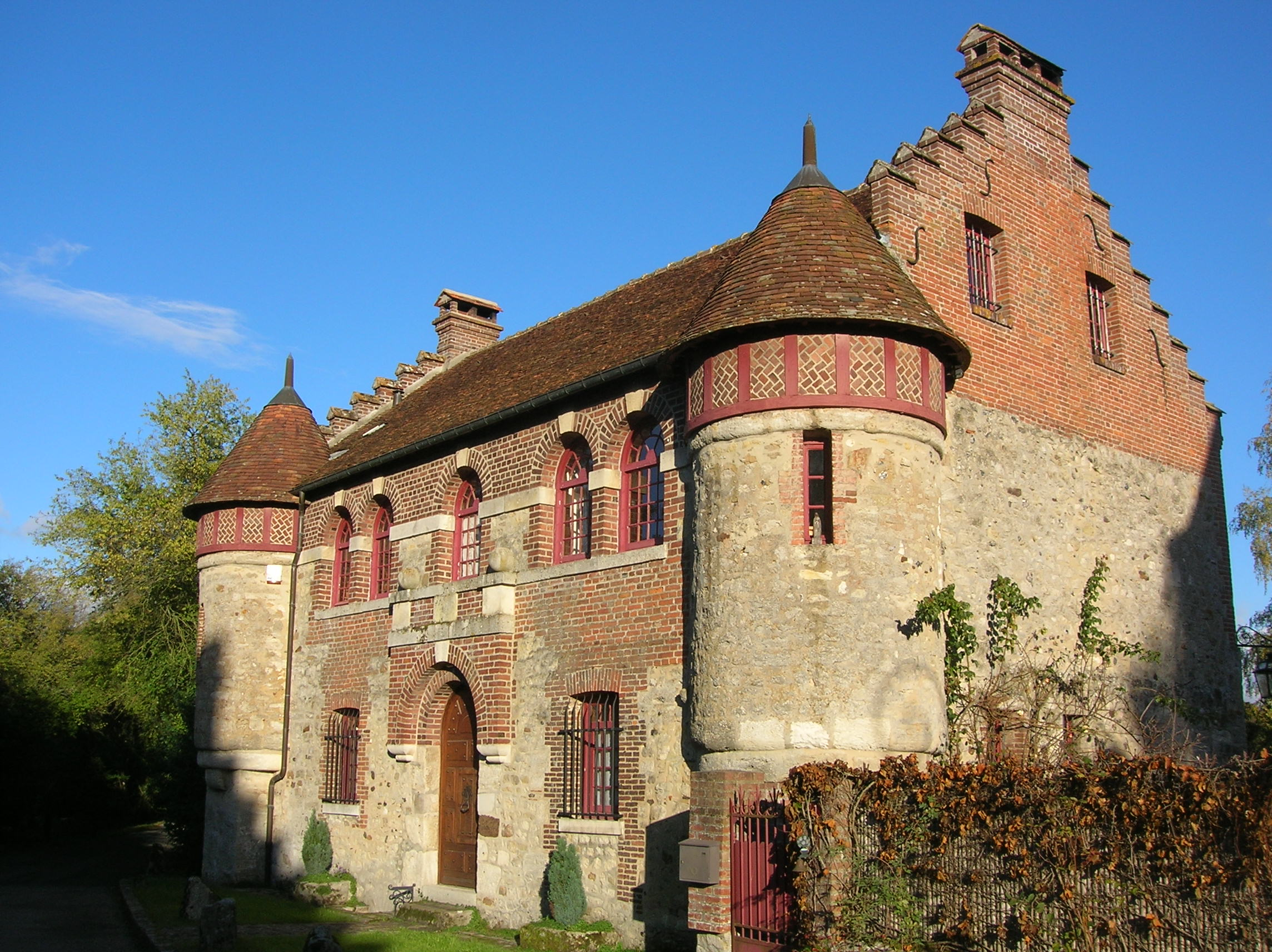
Le Moulin de Gerberoy.
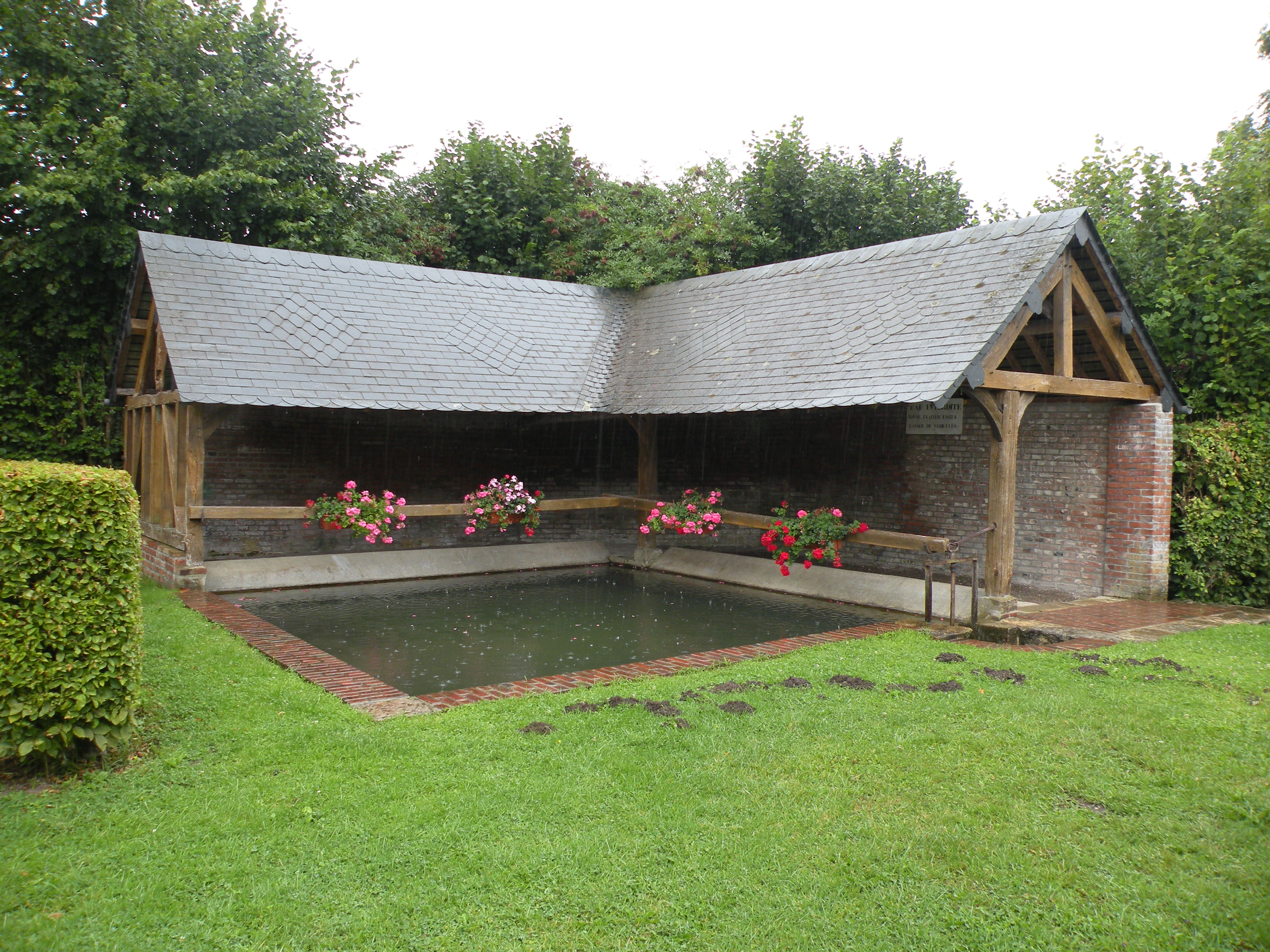
Lavoir.
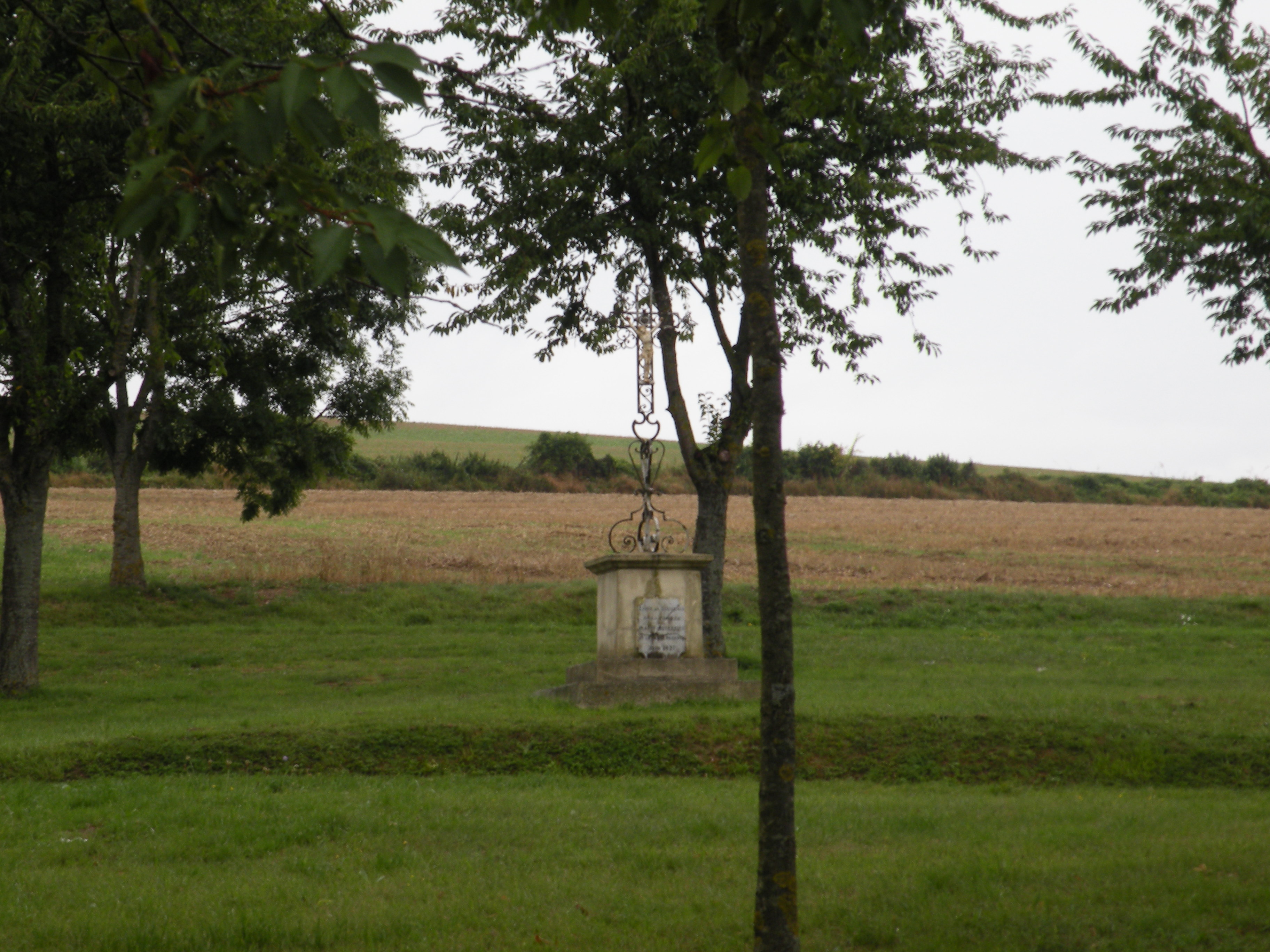
Croix de chemin.
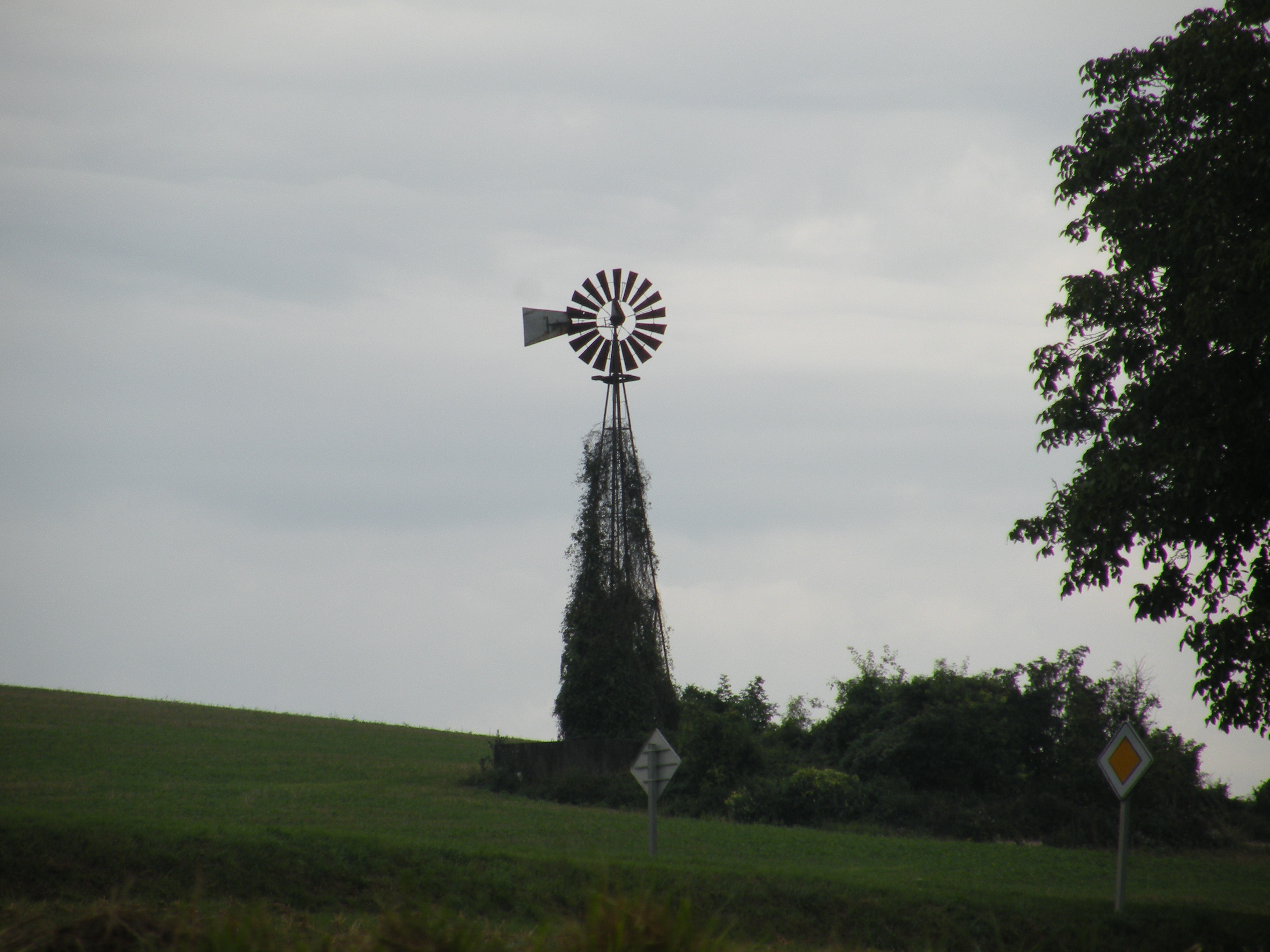
Éolienne agricole.

## Pour approfondir